# 136-й центр обеспечения ракетами и боеприпасами
136-й центр обеспечения ракетами и боеприпасами (укр. 136-й центр зберігання ракет і боєприпасів) — база хранения боеприпасов вооружённых сил Украины, которая находилась на окраине посёлка городского типа Делятин в Надворнянском районе Ивано-Франковской области Украины.

## История

### 1950—1991
В конце 1950 года Совет Министров СССР принял решение о создании центральных баз хранения ядерного оружия.
В результате, в долине реки Малая речка в первой половине 1950-х годов был построен военный городок закрытого типа «Объект 711» (в/ч № 51989), получивший условное наименование «Ивано-Франковск-16». Объект включал служебную и жилую зону и частично находился под землёй, поэтому в его строительстве участвовали метростроевцы из Ленинграда.
К военному городку была проложена железнодорожная линия.
В советское время база находилась в подчинении 12-го главного управления министерства обороны СССР.

### После 1991
После провозглашения независимости Украины в 1992—1993 гг. ядерное оружие и обеспечивавший его охрану личный состав были выведены на территорию России, а военный городок перешёл в распоряжение министерства обороны Украины и получил новое название — 185-я передвижная ремонтно-техническая база.
В ходе реформы организационно-штатной структуры вооружённых сил в 2004 году часть была переименована в 136-й центр обеспечения ракетами и боеприпасами.
В марте 2007 года министр обороны Украины А. С. Гриценко упомянул, что 136-й центр обеспечения является одним из самых безопасных и защищённых центров хранения боеприпасов на территории Украины.
30 ноября 2009 года между министерством обороны Украины и госдепартаментом США был подписан «меморандум о взаимопонимании», в соответствии с которым Украина принимала на себя обязательства уничтожить остававшиеся в стране компоненты ракетных комплексов 9К72 «Эльбрус», ракетного топлива и учебного оборудования для них при участии в процессе уничтожения американской компании «Controlled Demolition Inc.». Часть предназначенного для уничтожения имущества хранилась в в/ч А1807. 14 июля 2010 года Кабинет министров Украины разрешил утилизацию (значительная часть которого была сосредоточена в 136-м центре обеспечения) и отметил, что стоимость этого военного имущества составляет 92 179 842 гривен.
После начала боевых действий на востоке Украины весной 2014 года военно-политическое руководство Украины начало увеличение численности войск и создание новых частей и подразделений. В результате, военный городок 136-го центра обеспечения стал местом постоянной дислокации для 108-го и 109-го горно-штурмовых батальонов 10-й отдельной горно-штурмовой бригады, которые прибыли в Делятин 3 мая 2018 года.
В ходе вторжения России в Украину, 18 марта 2022 года Воздушно-космическими силами Российской Федерации по базе был нанесён ракетный удар, предположительно ракетой «Кинжал».